# Planig
Planig ist ein Stadtteil von Bad Kreuznach in Rheinland-Pfalz. Bis 1969 war der Ort eine eigenständige Gemeinde.

## Lage
Planig liegt am östlichen Rand von Bad Kreuznach, am Unterlauf des Appelbachs vor dem beginnenden Rheinhessischen Hügelland. Um den Ort befinden sich Ackerflächen und an den Hügeln im Südosten Weinberge. Im Westen Richtung Stadtzentrum von Bad Kreuznach erstreckt sich ein Gewerbegebiet.

## Geschichte
Die Siedlung lag in frühgeschichtlicher Zeit an der Straßenverbindung Kreuznach-Bingen, die parallel zur Nahe verlief. Bereits aus der jüngeren Steinzeit wurden Tonscherben von Keramikgefäßen mit eingeritzten Mustern gefunden, ebenso existieren Fragmente von Gebrauchsgegenständen aus Bronze- und Eisenzeit. Aus der römischen Zeit ab dem 1. Jahrhundert n. Chr. stieß man auf Gräber- und Mauerreste sowie Münzen. Aus der frühen fränkischen Zeit (Anfang 6. Jahrhundert) wurde 1939 das Fürstengrab von Planig entdeckt. Neben einem vergoldeten Spangenhelm fand man darin eine reichhaltige Waffenausstattung mit Schild, Lanze, Streitaxt, Wurfspeer und Schwert. Die Grabbeigaben sind im Landesmuseum Mainz ausgestellt.
Der fränkische Kaiser Otto II schenkte 983 die Region am Rhein und an der unteren Nahe dem Mainzer Erzbischof Willigis, der gleichzeitig Erzkanzler des Reichs war (Veroneser Schenkung). 1092 übergab Erzbischof Ruthard die Hoheitsrechte von Planig seinem Domkapitel. Die Schenkungsurkunde von 1092 ist die älteste schriftliche Erwähnung des Dorfes.
1294 übertrug Erzbischof Gerhard das Recht zur Besetzung der Pfarrstelle in Planig und die Einkünfte aus dem Pfarrgut dem Mainzer Jakobskloster. Auch die Hoheitsrechte über den Ort verlagerten sich im Laufe der Zeit vom Domkapitel zu dieser Benediktinerabtei. Die Abtei besaß die Ortsherrschaft über Planig bis 1791 für fast 500 Jahre. Den bewaffneten Schutz und die Gerichtsbarkeit, d. h. die Vogtei, gab sie verschiedenen Adelsfamilien zu Lehen. Von 1465 bis 1654 besaßen die Fürsten von Löwenstein zu Randeck am längsten das Lehen in Erbbesitz. 1567 führten sie die Reformation ein. Nach dem Haus Löwenstein übertrugen die Äbte von St. Jakob die Vogtei über Planig im Jahr 1655 an das katholische Haus Schönborn, später an das Haus Vehlen, bevor die Mainzer Benediktiner spätestens 1727 selbst die Verwaltung vor Ort übernahmen und das Lehen einbehielten.
Eine große Pestepidemie, die sich vom Niederrhein ausbreitete, erreichte 1666 Planig. Etwa die Hälfte der 250 Einwohner starben. Die noch heute in Planig stattfindende Prozession an Christi Himmelfahrt geht auf ein Gelübde der damals Überlebenden zurück.
Der Ort entwickelte sich im Mittelalter um die heutige evangelische Auferstehungskirche. Das ursprünglich romanische Gebäude stammt aus dem 12. Jahrhundert, von dem noch der untere Teil des Kirchturms erhalten ist. 1492 ist ein Um- oder Neubau des Kirchenschiffs und 1507 des Chores im gotischen Stil erfolgt. Seit der Reformation im 16. Jahrhundert gab es immer wieder Streitigkeiten zwischen den Konfessionen um die Nutzung der Kirche. Dies legte sich erst 1899 mit dem Neubau der katholischen Pfarrkirche St. Gordianus. Sie wurde nach den Plänen des Mainzer Kirchenbaumeisters Ludwig Becker im neuromanischen Stil errichtet und 1901 geweiht.
1798 infolge des ersten Koalitionskriegs kam die Region bis zum Rhein als Département du Mont-Tonnerre zu Frankreich. Als man sich von der französischen Herrschaft 1816 befreit hatte, wurde Planig Teil der Provinz Rheinhessen im Großherzogtum Hessen. Nach dem Ersten Weltkrieg war der Ort eine eigenständige Gemeinde im Landkreis Alzey, ab 1938 im Landkreis Bingen, bis er 1969 ein Stadtteil von Bad Kreuznach wurde.

## Politik

### Ortsbeirat
Planig ist als Ortsbezirk von Bad Kreuznach ausgewiesen und wird von einem Ortsbeirat und einem Ortsvorsteher politisch vertreten.
Der Ortsbeirat besteht aus elf Ortsbeiratsmitgliedern, die bei der Kommunalwahl am 9. Juni 2024 in einer personalisierten Verhältniswahl gewählt wurden, und dem ehrenamtlichen Ortsvorsteher als Vorsitzendem.
Die Sitzverteilung im gewählten Ortsbeirat:
| Wahl | SPD | CDU | LFBK | Gesamt   |
| ---- | --- | --- | ---- | -------- |
| 2024 | 4   | 3   | 4    | 11 Sitze |
| 2019 | 4   | 3   | 4    | 11 Sitze |
| 2014 | 4   | 4   | 3    | 11 Sitze |

- LFBK = Liste Faires Bad Kreuznach e. V.

### Ortsvorsteher
David Feld (Liste Faires Bad Kreuznach) wurde am 17. Juli 2024 Ortsvorsteher von Planig. Bei der Direktwahl am 9. Juni 2024 hatte er sich mit einem Stimmenanteil von 54,6 % gegen einen Mitbewerber durchgesetzt.
Felds Vorgänger Dirk Gaul-Roßkopf (parteilos) hatte das Amt zehn Jahre inne und kandidierte bei der Wahl 2024 nicht erneut.

### Wappen
Das ehemalige Wappen von Planig ist in der Mitte vertikal geteilt. Es zeigt heraldisch rechts auf silbernem Untergrund einen grünen Weinstock und links einen silbernen Löwen auf schwarzem Grund.

## Veranstaltungen
- Jährlicher Rosenmontagsumzug
- Jährliche Kirmes (am ersten August-Wochenende)